# Райт, Крис
Кристофер Аллен Райт (англ. Christopher Allen Wright; род. 1965 год) — американский государственный деятель и предприниматель. Министр энергетики США с 4 февраля 2025 года.
Генеральный директор Liberty Energy, второй по величине компании по гидроразрыву пласта в Северной Америке. Член совета директоров Oklo Inc., компании по ядерным технологиям, и EMX Royalty, компании по выплате роялти за права на минеральные ресурсы и права на добычу полезных ископаемых.

## Биография

### Ранняя жизнь и образование
Райт родился в 1965 году и вырос в Колорадо. Он получил степень бакалавра в области машиностроения и степень магистра в области электротехники в Массачусетском технологическом институте (MIT). Он был аспирантом по электротехнике в Калифорнийском университете в Беркли и MIT.

### Карьера
В 1992 году Райт основал Pinnacle Technologies, компанию, занимающуюся коммерческой добычей сланцевого газа методом гидроразрыва пласта, и занимал пост её генерального директора до 2006 года. Он также был председателем Stroud Energy (ныне Stroud Exploration Company), ещё одной компании, занимающейся добычей сланцевого газа, до того, как продал её в 2006 году.
В 2011 году он основал Liberty Energy. По данным The Wall Street Journal, по состоянию на февраль 2023 года компания оценивалась в 2,8 млрд долларов США.
В 2019 году Райт выпил жидкость для гидроразрыва пласта, чтобы продемонстрировать, что она не опасна, а Liberty Energy продвигала свои «более экологичные варианты» химических добавок. В видео, опубликованном в LinkedIn в январе 2023 года, он сказал: «Нет никакого климатического кризиса, и мы также не находимся в процессе энергетического перехода». Он заявил, что это связано с высокой стоимостью неископаемых источников топлива, и указал на углеводородную энергию и материалы, используемые для производства ветряных турбин, как на пример центральной роли ископаемого топлива в будущем энергетического баланса. Он заявил, что климатическое движение во всем мире «рушится под собственной тяжестью».
В апреле 2024 года он дал показания о правиле SEC об изменении климата с марта 2024 года, которое требует раскрытия выбросов парниковых газов, физических рисков изменения климата и переходных рисков. Он назвал правило незаконным «климатическим регулированием, принятым под печатью Комиссии», сказал, что риски компаний, связанные с экстремальными погодными условиями, снижаются:9 и что миллионы жизней были спасены за счет сокращения смертности, связанной с холодом:10.

### Кандидат на пост министра энергетики
15 ноября 2024 года Financial Times сообщила, что Райт является наиболее вероятным кандидатом на пост министра энергетики США во втором президентстве Дональда Трампа; также рассматривались бизнесмены Рэй Уошберн и Пол Даббар. Сенатор Джон Баррассо похвалил Райта как «энергетического новатора». Он получил несколько одобрений от союзников Трампа, включая президента American Energy Alliance Томаса Пайла и председателя Continental Resources Харольда Хамма. На следующий день Трамп объявил, что выдвинет Райта на пост министра энергетики США, и он будет работать в Национальном энергетическом совете, если его кандидатура будет одобрена Сенатом.

### Членство в совете директоров
Райт входил в совет директоров Oklo Inc., компании, которая проектирует малые реакторы на быстрых нейтронах, и EMX Royalty, компании, выплачивающей роялти за права на добычу полезных ископаемых и права на добычу полезных ископаемых.

## Личная жизнь
Будучи генеральным директором Liberty Energy, Райт заработал 5,6 миллиона долларов США в 2023 году. Райт и его жена Лиз живут в Энглвуде, штат Колорадо.